# Gerhard Winterberger
Gerhard Winterberger (* 1. Mai 1922 in Thun; † 17. Oktober 1993 in Erlenbach ZH) war ein Schweizer Wirtschaftswissenschaftler, Verbandsfunktionär und Publizist.

## Leben und Wirken
Gerhard Winterberger studierte Wirtschaftswissenschaft und Rechtswissenschaft an der Universität Bern und promovierte dort 1947 zum Dr. rer. pol. Weitere Postdoc-Studien unternahm er am Institut de hautes études internationales in Genf sowie in London. Zunächst arbeitete Winterberger an der Eidgenössischen Preiskontrollstelle in Territet und bei der Handelskammer Solothurn. Von 1953 bis 1956 wirkte er als Sekretär der Vereinigung für gesunde Währung, von 1956 bis 1961 leitete er den Verband Schweizerischer Kunstseidefabriken, seit 1961 war er Sekretär des Schweizerischen Handels- und Industrievereins (Vorort) und von 1970 bis 1987 dessen Direktor bzw. von 1976 bis 1987 das geschäftsführende Mitglied des Präsidiums. Hinzu kamen Funktionen als Aufsichts- bzw. Verwaltungsrat bei Banken und Rentenanstalten.
Winterberger war geschätzt als Publizist auf dem Gebiet der Wirtschaftspolitik und Berater des Staates auf diesem Gebiet. Er stand insbesondere den berühmten marktwirtschaftlich orientierten Ökonomen Friedrich August von Hayek und Wilhelm Röpke nahe.
Gerhard Winterberger ist der Vater der Politikerin Ursula Gut-Winterberger.

## Schriften
- Der partielle obligatorische Fälligkeitsausweis als Gewerbeschutzmaßnahme. Dissertation Universität Bern 1949.
- Aspekte der Agrarpolitik im Industriestaat (= Veröffentlichungen der Aargauischen Industrie- und Handelskammer). Aarau 1968.
- Politik und Wirtschaft. Ausgewählte Reden und Aufsätze. Stämpfli, Bern 1980, ISBN 3-7272-9845-6.
- Über Schumpeters Geschichtsdeterminismus (= Vorträge und Aufsätze. Walter-Eucken-Institut, Bd. 95). Mohr, Tübingen 1983, ISBN 3-16-344644-2.

Festschrift
- Alexandre Jetzer u. a. (Hrsg.): Ordo und libertas. Festschrift zum 60. Geburtstag von Dr. Gerhard Winterberger. Stämpfli, Bern 1982, ISBN 3-7272-9205-9.